# 로베르토 페르난데스 레타마르

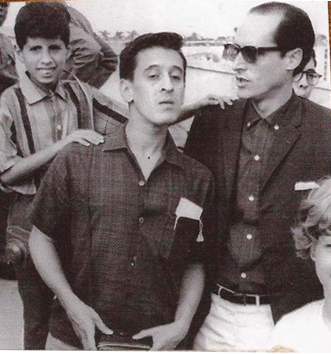

로베르토 페르난데스 레타마르(Roberto Fernandez Retamar, 1930년 6월 9일 ~ 2019년 7월 20일, 아바나)는 쿠바의 시인, 수필가이다. 1989년에 쿠바 국가문학상을 수상하였다. 카사 데 라스 아메리카스의 소장이다. 쿠바 국가평의회 위원으로도 활동했다.

## 같이 보기
- 호세 마르티